# Свингующий Лондон

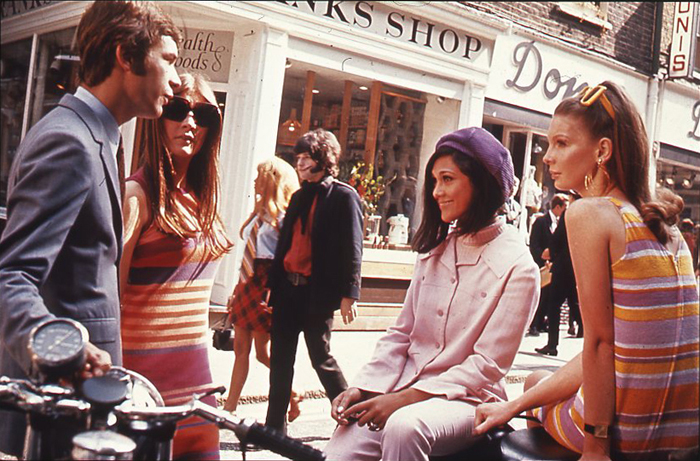
Карнаби-стрит, центр «Свингующего Лондона», снято около 1966 года.

Свингующий Лондон (англ. Swinging London) — термин, относящийся к активному культурному направлению в Великобритании, с центром в Лондоне, во второй половине 1960-х годов.
Это было молодёжно-ориентированное явление, которое придавало особое значение новому и современному. Это был период оптимизма и гедонизма, культурной и сексуальной революций. Одним из катализаторов стало восстановление британской экономики после периода суровой экономии и нормирования продуктов, вызванного Второй мировой войной, который продолжался все 1950-е годы.
Термин «Свингующий Лондон» появился в журнале Тайм в номере от 15 апреля 1966 года и остался в названии радиостанции «Swinging Radio England», которая вскоре начала вещание. Однако слово «свингующий» в значении «модный» использовалось с начала 1960-х, в том числе комиком Норманом Воэном в телепрограмме «Sunday Night at the London Palladium». В 1965 году редактор журнала «Вог» Диана Вриланд сказала: «Лондон — это самый свингующий город в мире на данный момент». Позднее в том же году американский певец Роджер Миллер записал песню «England Swings», в которой представил стереотипичный образ Англии.

## Музыка
Появившиеся в середине 1960-х годов группы «The Beatles», «The Rolling Stones», «The Kinks», «The Who», «The Small Faces» и другие стали известны в США как «британское вторжение». Значительно выросла популярность групп, работающих в жанре психоделического рока, таких как «The Jimi Hendrix Experience», «Cream» и «Pink Floyd», «Traffic». Эта музыка в Великобритании транслировалась пиратскими радиостанциями «Radio Caroline», «Wonderful Radio London» и «Swinging Radio England» поскольку Би-би-си не вещала их на своём радио. Психоделическая культура тесно связана с клубом UFO; кроме упомянутых выше Pink Floyd, там выступали Soft Machine, The Crazy World of Arthur Brown, Procol Harum, сопровождавшие свои выступления авангардистскими светошоу.

## Мода и символы
В эпоху свингующего Лондона мода и фотография были представлены в журнале «Квин» (Queen), который привлёк внимание к модному дизайнеру Мэри Куант.
Ещё одной иконой была модель Джин Шримптон, одна из первых супермоделей. В это время она была самой высокооплачиваемой и наиболее фотографируемой моделью в мире. Шримптон называли «Лицом 60-х»; по мнению многих, она была «символом Свингующего Лондона» и «воплощением 1960-х». Были также и другие популярные модели, такие как Верушка, Пегги Моффит и Пенелопа Три. Модель Твигги называли «лицом 60-х» и «королевой моды». Это звание она делила с другими — например, Кэти Макгоуэн, которая вела телепрограмму о роке «Ready Steady Go!» в 1964-1966 годах.
Стиль, ориентированный на британскую молодёжную субкультуру модов (например, мини-юбка), стимулировал расцвет магазинов на торговых улицах Карнаби-стрит и Кингс-роуд. Мода была символом молодёжной культуры.
Британский флаг стал символом победы Англии на чемпионате мира по футболу 1966 года. 
Автомобиль Мини Купер (выпуск начат в 1959 году) использовался как такси, будучи в центре внимания благодаря рекламе, которая наносилась на борт.

## Кино
Явление было зафиксировано в фильмах того времени: 
«Дорогая» (1965), 
«Сноровка... и как её приобрести» (1965), 
«Морган: Подходящий случай для терапии» (1966), 
«Фотоувеличение» (1966), 
«Элфи» (1966), 
«Девушка Джорджи» (1966), 
«Шутники» (1967), 
«Казино „Рояль“» (1967), 
«Разрушение времени» (1967), 
«Учителю, с любовью» (1967), 
«Ослеплённый желаниями» (1967), «Бедняжка» (1967), 
Я никогда не забуду это имя (1967), 
«Чуть выше по перекрёстку» (1968), «Если....» (1968), 
«Джоанна» (1968), 
«Чудотворец» (1969), 
«Представление» (1970).
В комедийных фильмах «Остин Пауэрс: Международный человек-загадка» (1997) и «Остин Пауэрс: Шпион, который меня соблазнил» (1999) была предпринята попытка воскресить кинообраз той эпохи, как и в фильме «Рок-волна».

## Телевидение
Одним из телесериалов, который отразил дух свингующего Лондона, были «Мстители». 
Сериал Би-би-си «Take Three Girls» (1969) примечателен благодаря первой главной роли Лизы Годдард, песне, воскрешающей в памяти фолк-роковые темы (Light Flight группы Pentangle), и сценам, в которых героини были показаны одевающимися или раздевающимися. 
В сериале «Адам Адамант жив!» авантюрист из эдвардианской эпохи и путешественник по времени Адамант (Джеральд Харпер) говорил: «Это Лондон 1966 года — свингующий город». 
Серии детективного сериала «Man in a Suitcase» начинались словами «Это Лондон… свингующий Лондон».

## В литературе
Главным героем шпионских романов Адама Даймента был Филип Макальпин, щеголеватый, длинноволосый, куривший марихуану британский шпион.